# Cocoto Surprise
Cocoto Surprise est un jeu vidéo développé et édité par Neko Entertainment. Il s’agit d’un jeu de pêche pour enfants sorti en 2009 sur Wii. Le jeu est vendu avec un accessoire Wii : une canne à pêche.